# Mimosa debilis
Mimosa debilis är en ärtväxtart som beskrevs av Carl Ludwig von Willdenow. Mimosa debilis ingår i släktet mimosor, och familjen ärtväxter. Inga underarter finns listade i Catalogue of Life.